# جيمس بابا
جيمس بابا (بالإنجليزية: James Baba)‏ هو دبلوماسي وسياسي أوغندي، ولد في 10 مايو 1945 في أوغندا. انتخب عضو برلمان أوغندا.